# Tara Westover

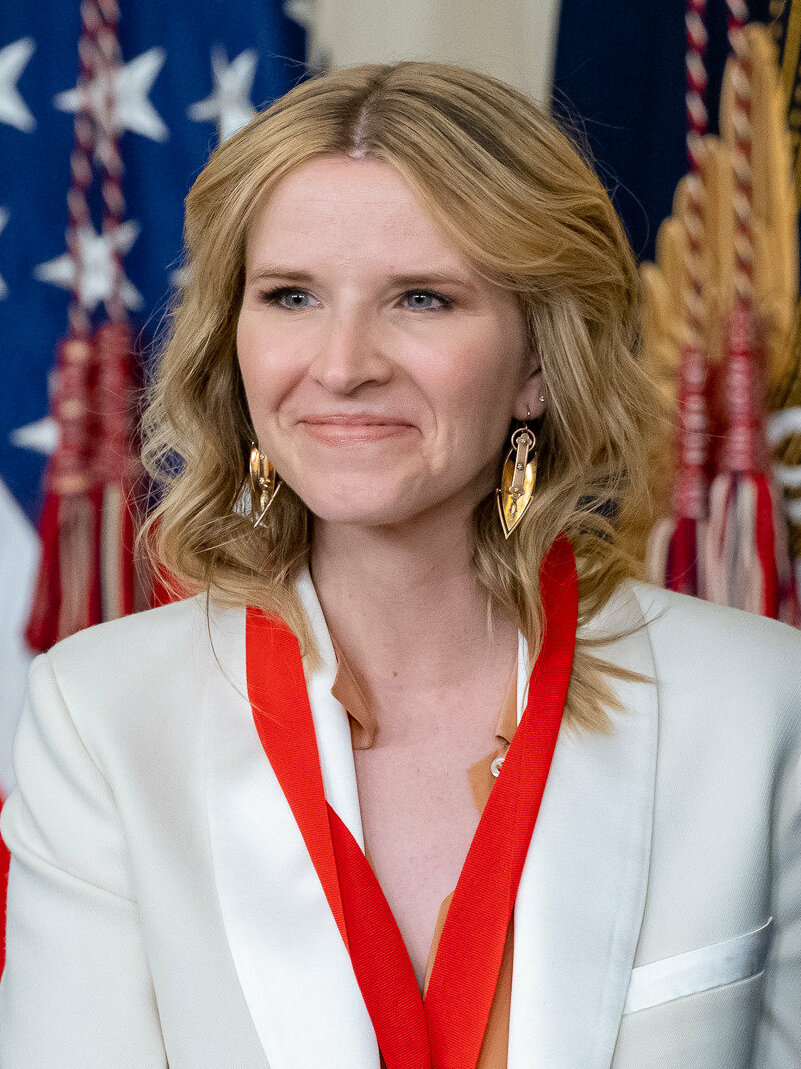
Tara Westover (2023)

Tara Westover (* 27. September 1986 in Clifton, Idaho) ist eine US-amerikanische Historikerin und Schriftstellerin. Sie wurde bekannt durch ihre Autobiografie Educated: A Memoir (Deutsch: „Befreit: Wie Bildung mir die Welt erschloss“).

## Leben
Tara Westover war das jüngste von sieben Geschwistern. Sie wuchs als Tochter radikalfundamentalistischer Mormonen auf, die ihre Kinder selbst unterrichteten, mit dem Schwerpunkt auf Prepper- und Haushaltsfertigkeiten sowie religiöse Texte. Westover hatte mit 13 Jahren erstmals mit einem Mädchen Kontakt, das nicht zu Hause unterrichtet wurde, sondern in eine Schule ging. Seitdem sie 15 Jahre alt war, wurde sie von einem ihrer älteren Brüder misshandelt und verletzt, ohne dass ihre Eltern einschritten.
Mit 17 Jahren verließ Westover ihre Familie und bildete sich selbst weiter, so dass sie eine Zulassung für die Brigham Young University bekam. Sie schloss mit Auszeichnung ab, erlangte mit Unterstützung eines Gates-Stipendiums einen Master of Philosophy an der University of Cambridge. Westover war 2010 Gaststipendiatin an der Harvard University, bevor sie am Trinity College in Cambridge ihren Doktorgrad in Geschichte erwerben konnte. In ihrer Dissertation beschäftigte sie sich mit radikalen Utopien im 19. Jahrhundert.
Mit ihrem  autobiografischen Erstlingswerk Educated über ihre Kindheit und spätere Bildungsanstrengungen erreichte sie den ersten Platz der The New York Times Best Seller list. 2021 erhielt sie die National Humanities Medal.
Tara Westover lebt im britischen Cambridge.

## Werke
- The family, morality and social science in Anglo-American cooperative thought, 1813–1890. Dissertation, University of Cambridge, 2014.[7]
- Educated. A Memoir. Random House, New York 2018, ISBN 978-0-399-59050-4.
  - Deutsche Ausgabe: Befreit. Wie Bildung mir die Welt erschloss. Aus dem amerikanischen Englisch von Eike Schönfeld. Kiepenheuer & Witsch, Köln 2018, ISBN 978-3-462-05012-7.